# Chatham (Louisiana)
Chatham és una població dels Estats Units a l'estat de Louisiana. Segons el cens del 2000 tenia 623 habitants.

## Demografia
Segons el cens del 2000, Chatham tenia 623 habitants, 257 habitatges, i 169 famílies. La densitat de població era de 243 habitants/km².
Dels 257 habitatges en un 30,7% hi vivien nens de menys de 18 anys, en un 39,7% hi vivien parelles casades, en un 22,6% dones solteres, i en un 33,9% no eren unitats familiars. En el 31,1% dels habitatges hi vivien persones soles el 13,2% de les quals corresponia a persones de 65 anys o més que vivien soles. El nombre mitjà de persones vivint en cada habitatge era de 2,42 i el nombre mitjà de persones que vivien en cada família era de 3,02.
Per edats la població es repartia de la següent manera: un 26,5% tenia menys de 18 anys, un 12,5% entre 18 i 24, un 24,7% entre 25 i 44, un 21,8% de 45 a 60 i un 14,4% 65 anys o més.
L'edat mediana era de 34 anys. Per cada 100 dones de 18 o més anys hi havia 86,9 homes.
La renda mediana per habitatge era de 19.500 $ i la renda mediana per família de 22.500 $. Els homes tenien una renda mediana de 23.194 $ mentre que les dones 16.406 $. La renda per capita de la població era de 10.415 $. Entorn del 31,2% de les famílies i el 30,6% de la població estaven per davall del llindar de pobresa.

## Poblacions properes
El següent diagrama mostra les poblacions més properes.